# Szymańczyki
Szymańczyki – kolonia w Polsce, w województwie mazowieckim, w powiecie mławskim, w gminie Strzegowo.
Do 2023 miejscowość była częścią wsi Chądzyny-Kuski.
W latach 1975–1998 Szymańczyki należały administracyjnie do województwa ciechanowskiego.